# 福晟國際

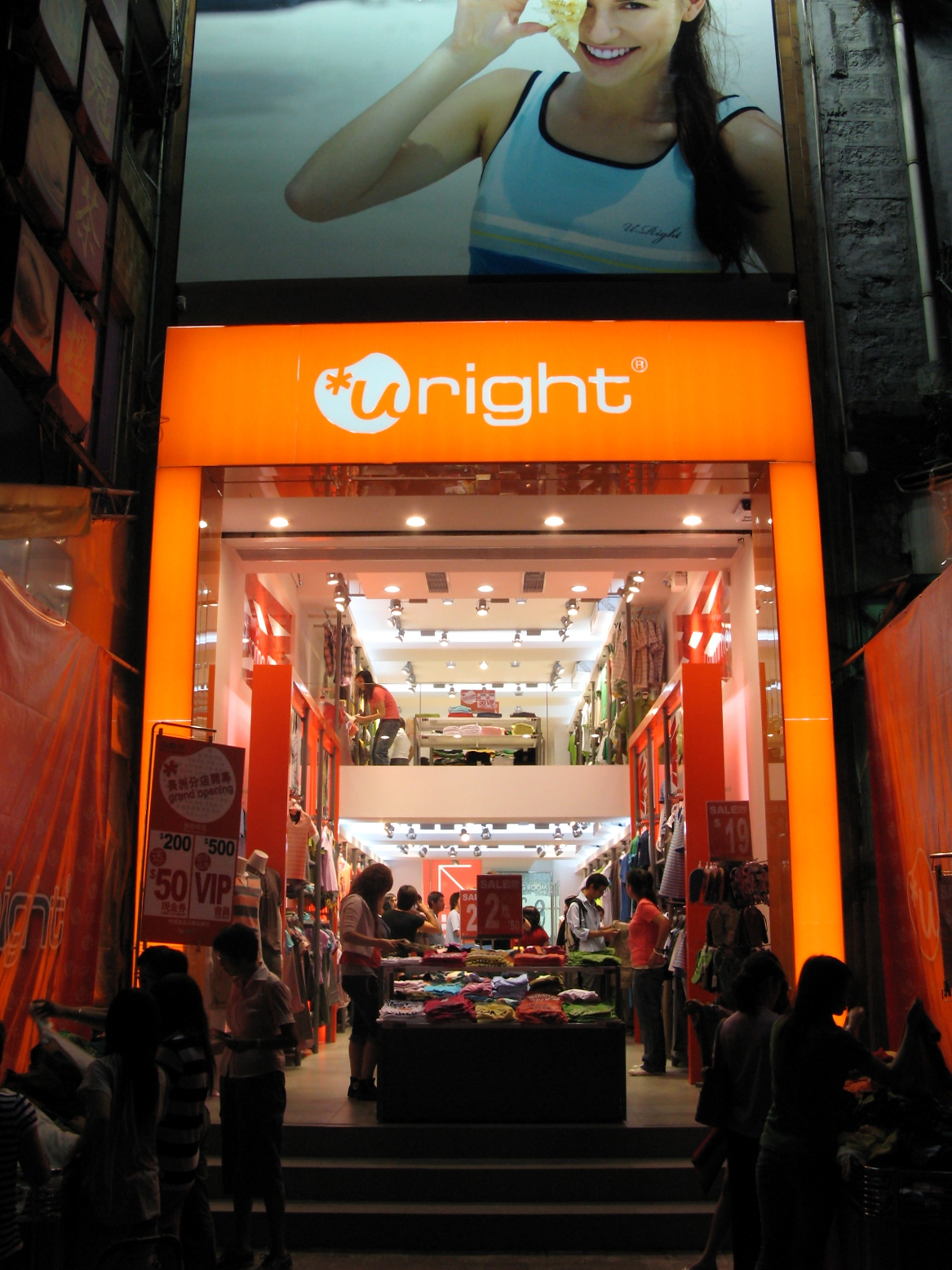
U-Right長洲分店（已結束）

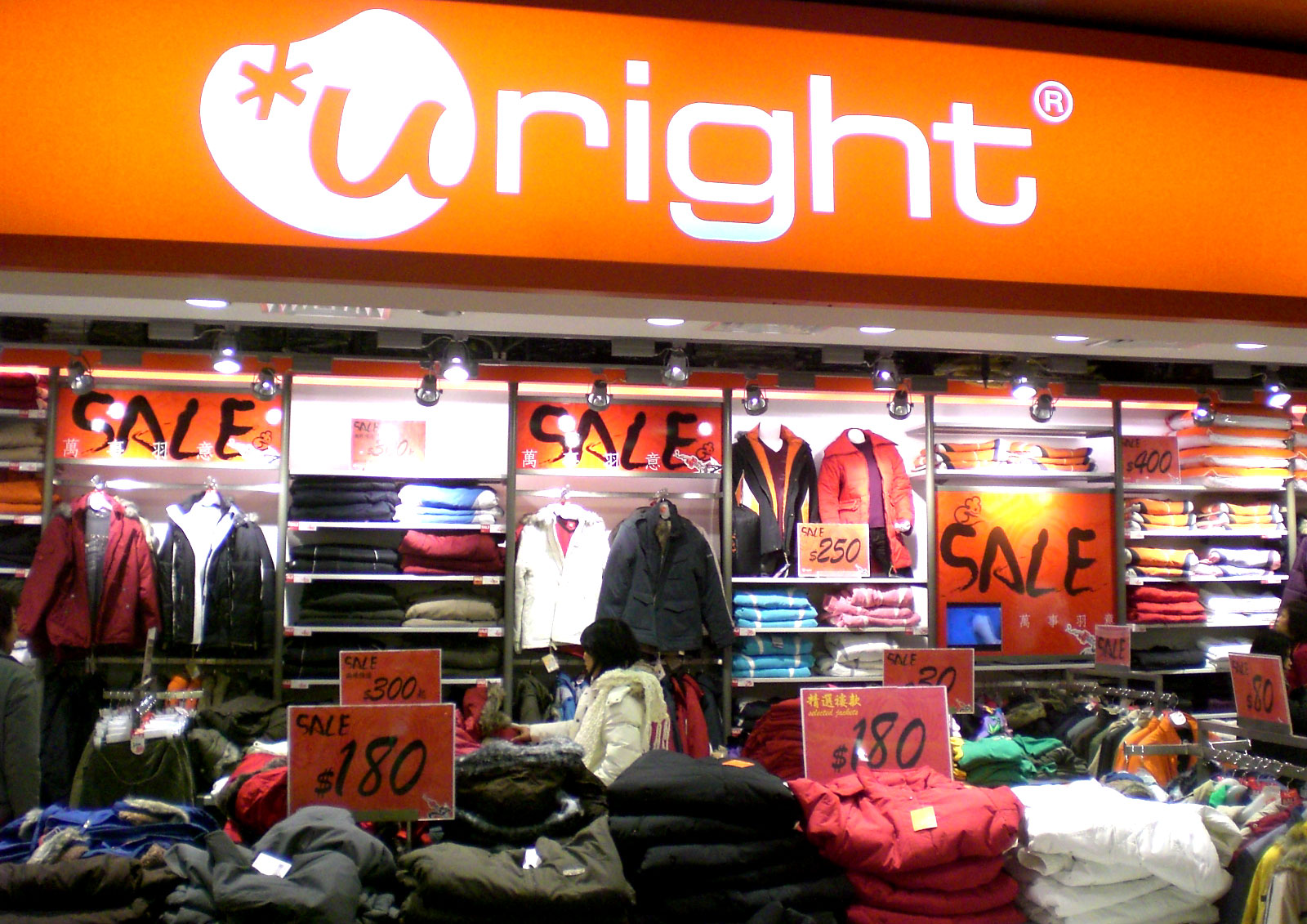
U-Right信德中心分店（已結束）

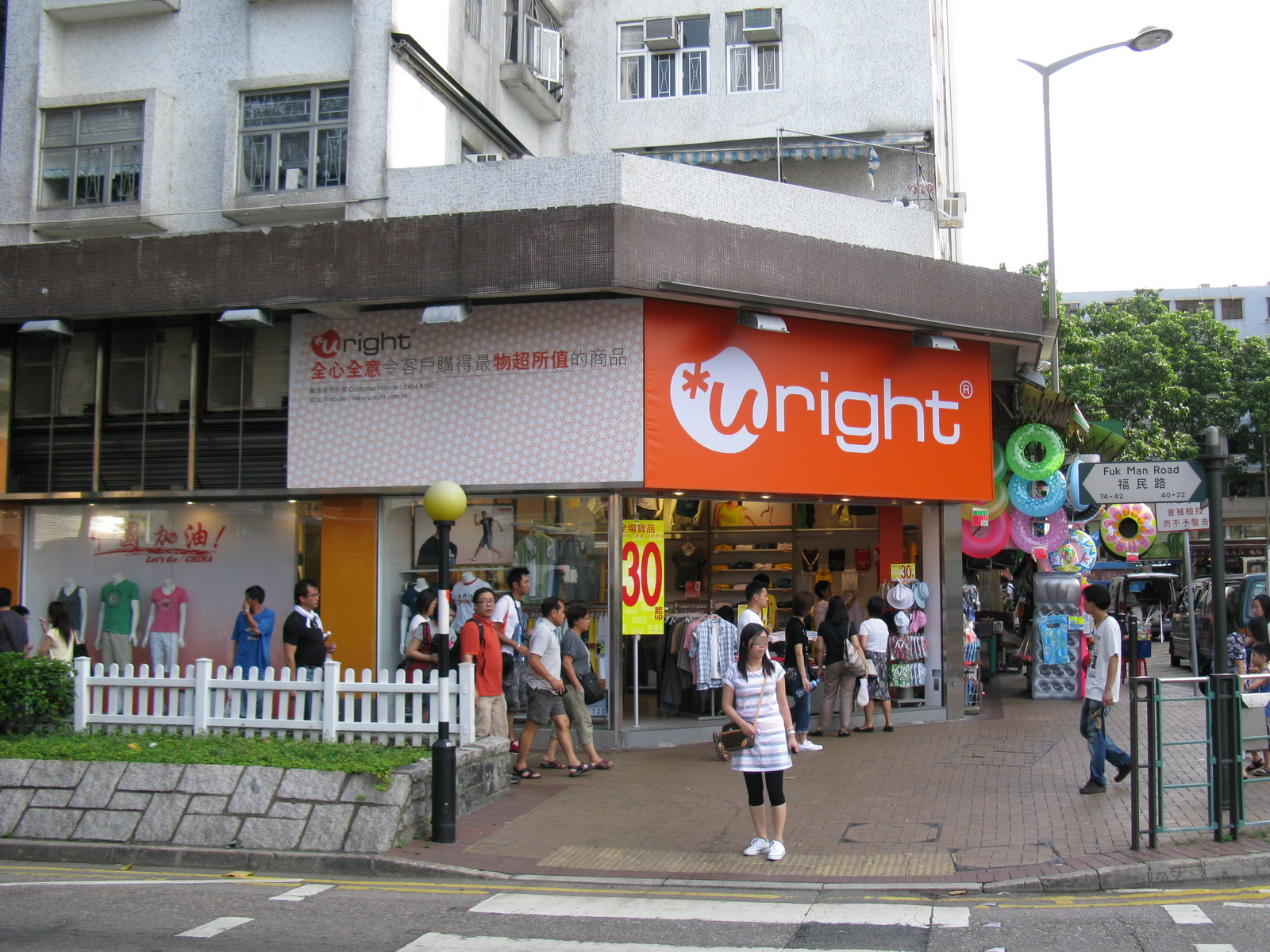
U-Right西貢分店（已結束）

福晟國際控股集團有限公司（英語：Fullsun International Holdings Group Co., Limited，簡稱 ）是香港紡織產品企業，於1983年創立，並且在2000年11月13日於香港聯合交易所主板上市（港交所：0627），是百慕達註冊公司，集團寫字樓設在中環花園道1號中銀大廈21樓，公司現任主席為吳卓凡，前主席則為梁鄂。
該公司前身為「佑威國際控股有限公司」，主攻中低檔市場，零售店集中在內地二三線城市，或一線城市的二三線地區。此外，公司發展較創新的納米紡織業務，而傳統的紡織工序大部分外判。工廠設於廣東順德及深圳。U-Right在內地擁有逾400間U-Right分店，當中以特許加盟店為主，約佔總數的90%，至於自營店則佔餘下的10%。

## 2008年結束港澳業務前的部份分店
- 九龍城廣場
- 大埔新達廣場
- 中港城
- 西九龍中心
- 西寶城
- 杏花新城
- 信德中心
- 香港仔中心
- 愉景新城
- 新都會廣場
- 厚德商場
- 將軍澳中心
- 新都城
- 港運城
- 港灣豪庭廣場
- 翔龍灣
- 黃埔花園
- 筲箕灣東大街
- 藍灣半島
- 鯉魚門廣場
- 瀝源商場
- 澳門玫瑰聖母堂前地
- 澳門黑沙環馬場大馬路信達廣場

## 主要事件
- 在2006年，佑威國際簽下一籃子租約，在香港自營店由2006年3月底的27間，同年11月增至62間。截至2007年12月，U-Right在港共設有95間零售店舖。
- 2007年12月，集團與中國大型服裝百貨零售商ITAT簽訂合作協議，於2年內在ITAT旗下百貨公司的專櫃將增至700個，主要集中於華南地區，預期於首年該項目銷售額將逾3億元，而集團則可攤佔其中約2億元。另一方面與吉之島百貨合作推出全新服裝品牌U-ZONE。
- 2008年10月8日，連鎖時裝店佑威國際，被債權銀行德意志銀行，入稟香港高等法院申請清盤[3][4]。其後，香港高等法院委任德勤會計師事務所的合夥人黎嘉恩及楊磊明，為佑威國際的臨時清盤人。[5]

## 其他品牌
佑威國際除了設立U-Right品牌外，還自創品牌「Pezzx」年青人潮流服飾專賣店，以及品牌代理店「SEVENDAYS」。於2006年10月在北京及上海龍之夢購物中心開業。
PEZZX品牌走高檔的英倫設計路線，主攻年輕專業人士的休閒服飾。SEVENDAYS則匯聚20個品牌代理潮流服飾，包括K2、a．y．k．、Kitterick、dot28等香港、韓國及迪士尼品牌。

## 站外鏈結
- fullsun.com.hk （页面存档备份，存于）